# Thomas Elyot

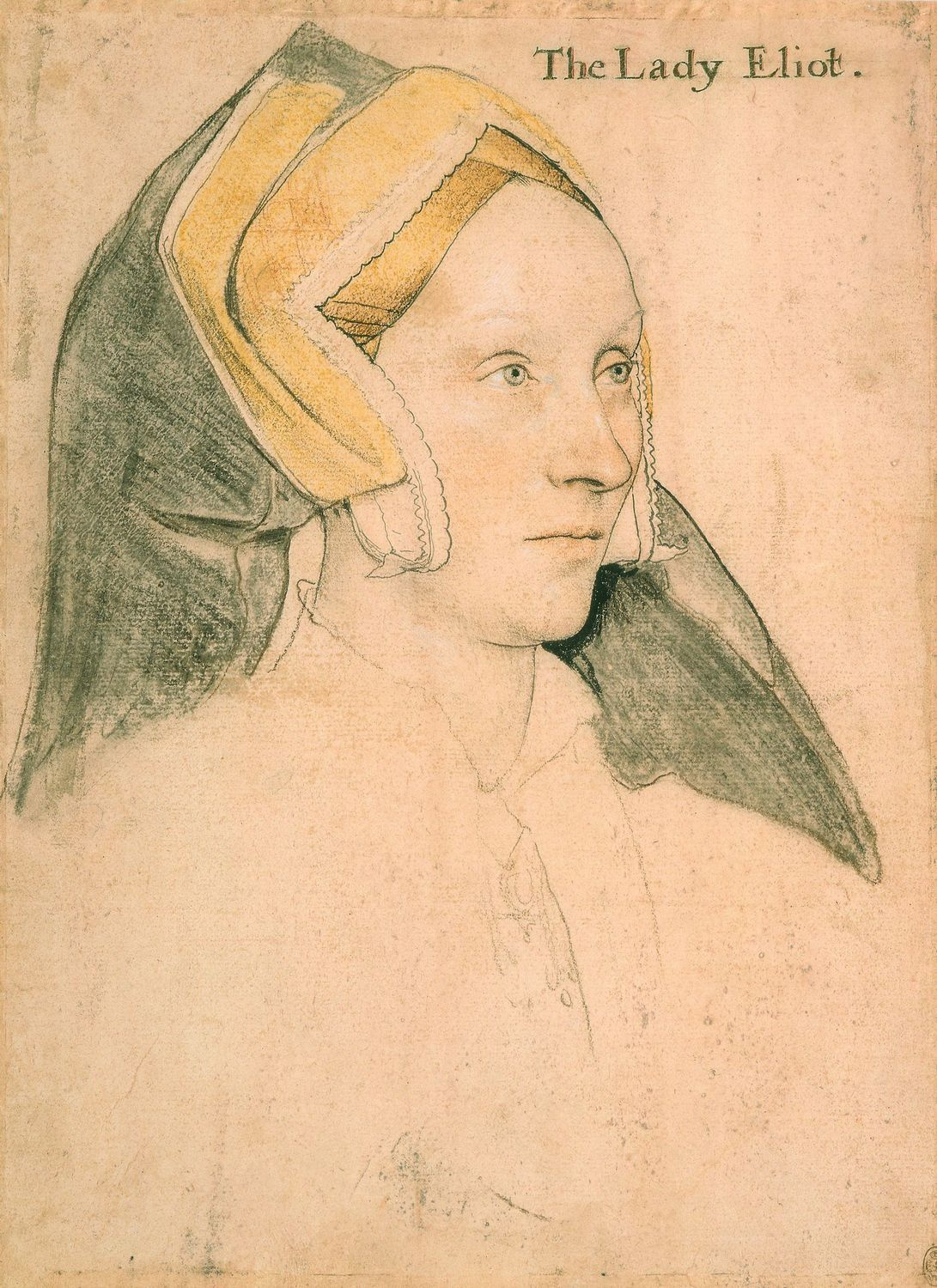
Portrait de Margaret, Lady Elyot

Thomas Elyot (vers 1496-26 mars 1546) est un diplomate et érudit anglais. Il est surtout connu comme l’un des premiers partisans de l’utilisation de la langue anglaise à des fins littéraires.

## Jeunesse
Thomas est l'enfant du premier mariage de Richard Elyot avec Alice De la Mare, mais ni la date ni le lieu de sa naissance ne sont connus avec précision. Le premier mari d'Alice, Thomas Dabridgecourt, est décédé le 10 octobre 1495, ce remariage est donc postérieur à cette date.
Anthony Wood le revendique comme ancien élève de St Mary Hall, Oxford, tandis que Charles Henry Cooper de l'Athenae Cantabrigienses penche pour le Jesus College, Cambridge. Elyot lui-même dit dans la préface de son Dictionnaire qu'il a été élevé sous le toit paternel et qu'il a été dès l'âge de douze ans son propre précepteur. Il fournit, dans l'introduction de son Château de Helth, une liste des auteurs qu'il a lus en philosophie et en médecine, ajoutant qu'un « vénérable médecin » (Thomas Linacre) lui lisait Galien et quelques autres auteurs.

## Carrière
En 1511, il accompagne son père sur le circuit occidental comme greffier aux assises, et il occupe ce poste jusqu'en 1528. En plus des terres de son père dans le Wiltshire et l'Oxfordshire, il hérite en 1523 des domaines de Cambridge de son cousin Thomas Fyderne. Son titre est contesté, mais le cardinal Wolsey se prononce en sa faveur et le nomme également greffier du Conseil privé. Elyot, dans une lettre adressée à Thomas Cromwell, dit qu'il n'a jamais reçu les émoluments de cette charge, tandis que le vain honneur de chevalerie qui lui a été conféré lors de sa déplacement en 1530 n'a fait que lui faire payer des dépenses supplémentaires. Cette année-là, il siège à la commission chargée d'enquêter sur les domaines du Cambridgeshire de son ancien patron, Wolsey. Il est nommé haut shérif de l'Oxfordshire et du Berkshire en 1527.
En 1531, il reçoit l'ordre de se rendre à la cour de Charles Quint, empereur du Saint-Empire, pour tenter de le persuader d'adopter une vision plus favorable du projet de divorce d'Henri d'avec Catherine d'Aragon, la tante de l'empereur. À cela s'ajoute une autre commission, à laquelle l'un des agents du roi, Stephen Vaughan, est déjà engagé. Il devait, si possible, appréhender William Tyndale. Elyot est probablement soupçonné, comme Vaughan, de tiédeur dans l'exécution des souhaits du roi, mais il est néanmoins blâmé par les écrivains protestants. En tant qu'ambassadeur, Elyot est impliqué dans des dépenses ruineuses et, à son retour, il écrit sans succès à Cromwell pour lui demander d'être dispensé, en raison de sa pauvreté, de servir comme haut shérif du Cambridgeshire et du Huntingdonshire pour 1532.
Il est l'un des commissaires de l'enquête instituée par Cromwell avant la suppression des monastères mais il n'obtient aucune part du butin. Il ne fait aucun doute que son amitié connue pour More a joué contre ses chances de succès, car dans une lettre adressée à Cromwell, il admet son amitié pour More, mais proteste en disant qu'il accorde une plus grande importance à son devoir envers le roi. William Roper, dans sa Vie de More, dit qu'Elyot est dans une deuxième ambassade auprès de Charles Quint au cours de l'hiver 1535-1536 et qu'il reçoit la nouvelle de l'exécution de More alors qu'il est à Naples. Il avait été tenu dans l'ignorance par son propre gouvernement, mais avait entendu la nouvelle de l'empereur, du moins c'est ce que Roper dit, écrivant des années plus tard, mais Raymond Wilson Chambers écrit que Roper a confondu le moment du mandat d'ambassadeur d'Elyot et les remarques de l'empereur - à propos de La démission de More, pas son exécution. L'histoire d'une ambassade antérieure à Rome (1532), évoquée par Burnet, repose sur une approbation tardive d'instructions datées de cette année-là, qui ne peuvent être considérées comme faisant autorité.
De 1539 à 1542, il représente l'arrondissement de Cambridge au Parlement. Il avait acheté de Cromwell le manoir de Carleton dans le Cambridgeshire, où il meurt.
Il épouse Margaret à Barrow, décrite comme élève à « l'école » de Thomas More. Il n'a pas d'enfants.

## Recherches

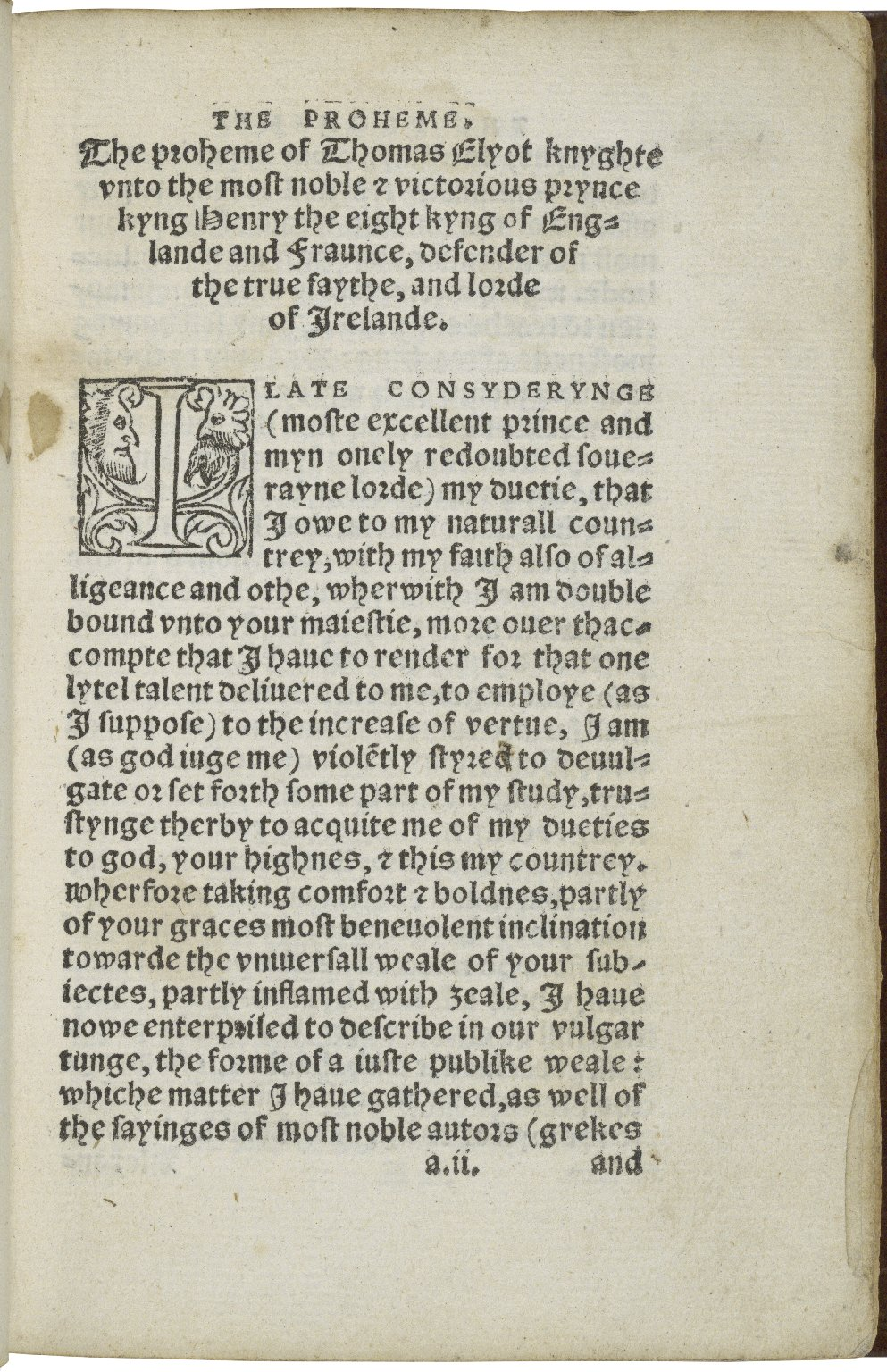
La première page du boké nommé le Gouervnour, réalisé par le chevalier Syr Thomas Elyot, d'après une impression de 1537

Elyot reçoit peu de récompenses pour ses services rendus à l'État, mais ses connaissances et ses livres sont tenus en haute estime par ses contemporains.
Elyot est un partisan des idées humanistes concernant l'éducation des femmes ; écrivant en faveur des femmes savantes, il publie la Defence of Good Women. Dans cet écrit, il soutient les idéaux de Thomas More et d'autres auteurs humanistes selon lesquels des épouses instruites seraient capables de fournir une compagnie intellectuelle à leurs maris et une formation morale instruite à leurs enfants.
En 1531, il réalise Le Boké nommé le Gouverneur, dédié au roi Henri VIII qui est imprimé par Thomas Berthelet (1531, 1534, 1536, 1544, etc.). C'est un traité de philosophie morale, destiné à diriger l'éducation de ceux destinés à occuper des postes élevés, et à leur inculquer les principes moraux qui seuls pourraient les préparer à l'exercice de leurs fonctions. Le sujet est un sujet de prédilection au XVIe siècle et le livre, qui contient de nombreuses citations d'auteurs classiques, est très populaire. Elyot reconnaît expressément ses emprunts à l'Institutio Principis Christiani d'Erasme mais il ne fait aucune référence au De regno et regis institutione de Francesco Patrizzi (mort en 1494), évêque de Gaeta, sur lequel son œuvre s'est sans doute modelée.
En tant qu'écrivain en prose, Elyot enrichit la langue anglaise de nombreux mots nouveaux. En 1536, il publie The Castel of Helth, un traité populaire de médecine, destiné à mettre la connaissance scientifique de cet art à la portée de ceux qui ne connaissent pas le grec. Cet ouvrage, bien que moqué par la faculté, est apprécié du grand public et connait rapidement dix-sept éditions. Son Dictionnaire latin, le premier dictionnaire complet de la langue, est achevé en 1538. L'exemplaire de la première édition conservé au British Museum contient une lettre autographe d'Elyot à Cromwell, à qui il appartenait à l'origine. Il est édité et amélioré en 1548 par Thomas Cooper, évêque de Winchester, qui l'appelle Bibliotheca Eliotae, et constitue la base en 1565 du Thesaurus linguae Romanae et Britannicae de Cooper.
Son Image of Governance, compiled of the Actes and Sentences notable of the most noble Emperor Alexander Severus (1540), prétend être une traduction d'un manuscrit grec du secrétaire de l'empereur Encolpius (ou Eucolpius, comme l'appelle Elyot), qui lui aurait été prêté par un gentilhomme de Naples, appelé Pudericus, qui demande à le récupérer avant que la traduction ne soit terminée. Dans ces circonstances, Elyot, comme il l'affirme dans sa préface, fournit les autres maximes de sources différentes.
Il est violemment attaqué par Humphrey Hody et plus tard par William Wotton pour avoir proposé une pseudo-traduction, mais Henry Herbert Stephen Croft (1842-1923) découvre plus tard qu'il y a à cette époque un gentilhomme napolitain portant le nom de Poderico, ou, latinisé, Pudericus, qu'Elyot connaissait peut-être. Roger Ascham mentionne son De rebus memorabilibus Angliae et William Webbe cite quelques lignes d'une traduction perdue de l'Ars Poetica d'Horace.

## Sélection de traductions

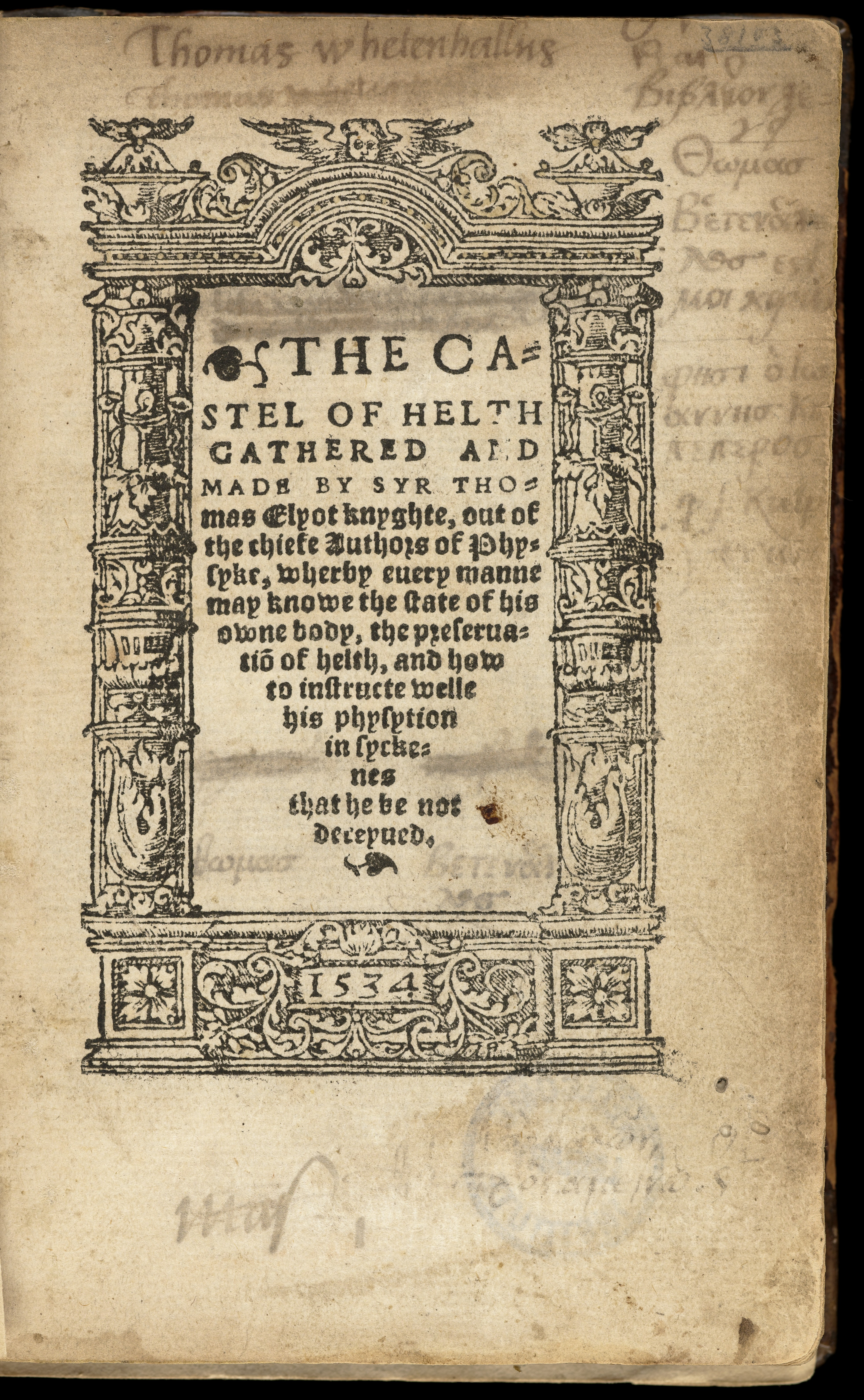
Le château de Helth

- The Doctrinal of Princes(1533 ?), d'Isocrate
- Cyprianus, A Swete and Devoute Sermon of Holy Saynt Ciprian of the Mortalitie of Man (1534)
- Rules of a Christian Life(1534), de Pico della Mirandola
- The Education or Bringing up of Children (vers 1535), d'après Plutarque
- On lui attribue généralement Howe one may take Profite of his Enymes (1535),

Il a également écrit :
- The Boke named the Governour (en) (1531)
- The Knowledge which maketh a Wise Man and Pasquyll the Playne (1533)
- The Bankette of Sapience (1534), un recueil de paroles morales
- The Castel of Helth (1536)
- The Dictionary of syr Thomas Eliot knyght (1538). Deuxième édition augmentée, 1542 ; réimprimé 1545
- The Defence of Good Women (1540), éloge funèbre d'Anne de Clèves, déguisé en biographie de la reine Zénobie de Palmyre[4].
- Preservative agaynste Deth (1545), qui contient de nombreuses citations des Pères de l'Église